# Gustave Le Bon
Gustave Le Bon (7 de maio de 1841–13 de dezembro de 1931) foi um polímata francês cujas áreas de interesse incluíam antropologia, psicologia, sociologia, medicina, e física. Ele é mais conhecido por seu trabalho em 1895, A Multidão: Um Estudo da Mente Popular, considerado um dos trabalhos seminais da psicologia das multidões.
Nativo de Nogent-le-Rotrou, Le Bon formou-se em medicina na Universidade de Paris em 1866, ano em que também começou sua carreira de escritor. Ele publicou uma série de livros e artigos médicos antes de se juntar ao exército francês após a eclosão da guerra franco-prussiana. A derrota na guerra, juntamente com o fato de ter testemunhado a Comuna de Paris de 1871, moldou fortemente a visão de mundo de Le Bon. Ele então passou a viajar com frequência, visitanto a Europa, Ásia e Norte da África. Ele analisou os povos e as civilizações, desenvolvendo uma visão essencialista da humanidade. Durante essas viagens, Le bon inventou um cefalômetro portátil.
Na década de 1890, ele se voltou para a psicologia e sociologia, campos onde lançou seus trabalhos mais bem-sucedidos. Le Bon desenvolveu a visão de que multidões não são a soma de suas partes individuais, propondo que dentro de multidões forma uma nova entidade psicológica, cujas características são determinadas pelo "Inconsciente coletivo" da multidão. Ao mesmo tempo em que criou suas teorias psicológicas e sociológicas, realizou experimentos em física e publicou livros populares sobre o assunto, antecipando a equivalência massa-energia e profetizando a Era Atômica. Le Bon manteve seus interesses ecléticos até sua morte, em 1931.
Ignorado e difamado pelo meio acadêmico francês durante sua vida devido a suas visões políticas consideradas conservadoras pelo establishment, Le Bon criticava a democracia e o socialismo. As obras de Le Bon foram influentes para diversas figuras como Theodore Roosevelt, Benito Mussolini, Sigmund Freud, José Ortega y Gasset, Adolf Hitler e Vladimir Lenin e Monteiro Lobato.

## Biografia

### Infância
Charles-Marie Gustave Le Bon nasceu em Nogent-le-Rotrou, no Centro-Vale do Loire, em 7 de maio de 1841, filho de uma família de ascendência bretã. Na época do nascimento de Le Bon, sua mãe, Annette Josephine Eugénic Tétiot Desmarlinais, tinha vinte e seis anos e seu pai, Jean-Marie Charles Le Bon, quarenta e um anos. Seu pai era um funcionário provincial do governo francês.
Quando Le Bon tinha oito anos de idade, seu pai obteve um novo cargo no governo francês e a família, incluindo o irmão mais novo de Gustave, Georges, deixou Nogent-le-Rotrou para nunca mais voltar. No entanto, posteriormente, a cidade orgulhosa dos feitos de Le Bon nomeou uma rua com seu nome. Pouco mais se sabe da infância de Le Bon, exceto por seus estudos em um liceu de Tours, onde ele teve um desempenho excepcional.
Em 1860, ele começou estudos de medicina na Universidade de Paris. Ele completou seu estágio no Hôtel-Dieu de Paris e recebeu seu doutorado em 1866. A partir de então, ele passou a se referir a si mesmo como "Doutor", embora nunca tenha trabalhado formalmente como médico. Durante seus anos de universidade, Le Bon escreveu artigos sobre uma série de assuntos médicos. O primeiro assunto de seu interesse foi relacionado aos males que atormentavam aqueles que viviam em regiões semelhantes a pântanos. Ele publicou vários outros artigos sobre filariose e asfixia antes de lançar seu primeiro livro completo em 1866, La mort apparente et inhumations prématurées. Este trabalho tratou da definição da morte, precedendo os debates jurídicos do século XX sobre a questão.

### Vida em Paris

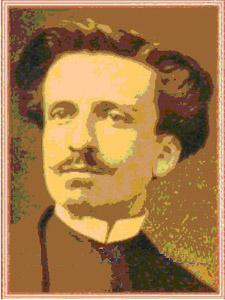
Retrato de Le Bon, por volta de 1870

Após sua graduação, Le Bon permaneceu em Paris, onde ele aprendeu inglês e alemão lendo as obras de Shakespeare em idiomas diferentes. Ele manteve sua paixão por escrever e escreveu diversos artigos sobre estudos fisiológicos, bem como um livro de 1868 sobre reprodução sexual, antes de ingressar no exército francês como médico oficial após a eclosão da Guerra Franco-Prussiana em julho de 1870. Durante a guerra, Le Bon organizou uma divisão de ambulâncias militares. Nessa ocasião, ele observou o comportamento dos militares sob as piores condições possíveis e escreveu sobre suas reflexões sobre a disciplina militar, a liderança e o comportamento do homem em um estado de estresse e sofrimento. Essas reflexões foram elogiadas pelos generais e depois estudadas em Saint-Cyr e outras academias militares na França. No final da guerra, Le Bon foi nomeado Cavaleiro da Legião de Honra.
Le Bon também testemunhou a Comuna de Paris de 1871, fato que afetou profundamente sua visão de mundo. Le Bon, então com trinta anos de idade, assistiu multidões revolucionárias parisienses incendiarem o Palácio das Tulherias, a biblioteca do Louvre, o Hôtel de Ville, a Manufactura Gobelins, o Palácio da Justiça e outras obras insubstituíveis.
A partir de 1871, Le Bon passou a ser um opositor declarado dos socialistas e também dos pacifistas, que ele acreditava estarem impedindo o desenvolvimento marcial da França e sufocando seu crescimento industrial; afirmando em 1913: "Somente pessoas com muitos canhões têm o direito de serem pacifistas." Ele também alertou seus conterrâneos sobre os efeitos deletérios das rivalidades políticas diante do poder militar alemão e sua rápida industrialização, não estando envolvido, portanto, com o Caso Dreyfus que polarizou a França.

### Viagens ao redor do mundo

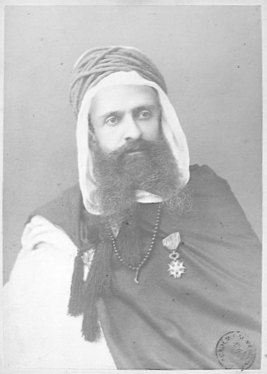
Le Bon em Algiers, 1880.

Le Bon se interessou pelo emergente campo da antropologia na década de 1870 e viajou pela Europa, Ásia e Norte da África. Influenciado por Charles Darwin, Herbert Spencer e Ernst Haeckel, Le Bon apoiou o determinismo biológico e uma visão hierárquica das raças e sexos; depois de extensa pesquisa de campo, ele postulou uma correlação entre capacidade craniana e inteligência em Recherches anatomiques et mathématiques sur les variations de volume du cerveau et sur leurs relations avec l'intelligence (1879), que lhe valeu o Prêmio Godard da Academia Francesa de Ciências. Durante sua pesquisa, ele inventou um cefalômetro portátil para ajudar a medir as características físicas de povos de regiões remotas, e em 1881 publicou um artigo, O Cefalômetro de Bolso, ou Compasso de Coordenadas, detalhando sua invenção e sua aplicação.
Em 1884, ele foi contratado pelo governo francês para viajar pela Ásia, estudar e reportar seus estudos sobre as civilizações de lá. Os resultados de suas viagens foram uma série de livros, e um desenvolvimento no pensamento de Le Bon que passou a ver a cultura como sendo influenciada principalmente por fatores hereditários, como as características raciais únicas do povo. O primeiro livro, intitulado La Civilisation des Arabes, foi lançado em 1884. Nessa obra Le Bon elogiou muito os árabes por suas contribuições à civilização, mas criticou o islamismo como um fator de estagnação. Ele também descreveu sua cultura como superior à dos turcos que os governavam, e as traduções dessa obra foram inspiradoras para os primeiros nacionalistas árabes. Depois disso ele seguiu com uma viagem rumo ao Nepal, tornando-se o primeiro francês a visitar o país. Essa experiência rendeu o livro Voyage au Népal, de 1886.
Ele publicou em seguida Les Civilizations de l'Inde (1887), no qual ele reverenciava a arquitetura, arte e religião indianas, mas argumentava que os indianos eram comparativamente inferiores aos europeus em relação aos avanços científicos, e que isso havia facilitado a dominação britânica. Em 1889, ele lançou Les Premières Civilisations de l'Orient, onde escreveu sobre uma visão geral das civilizações mesopotâmicas, indianas, chinesas e egípcias. No mesmo ano, fez um discurso no Congresso Colonial Internacional criticando as políticas coloniais que incluíam tentativas de assimilação cultural, afirmando: "Deixem aos nativos seus costumes, suas instituições e suas leis." Le Bon lançou o último livro sobre o tema de suas viagens, intitulado Les monuments de l'Inde, em 1893, novamente louvando as realizações arquitetônicas do povo indiano.

### Desenvolvimento de suas teorias

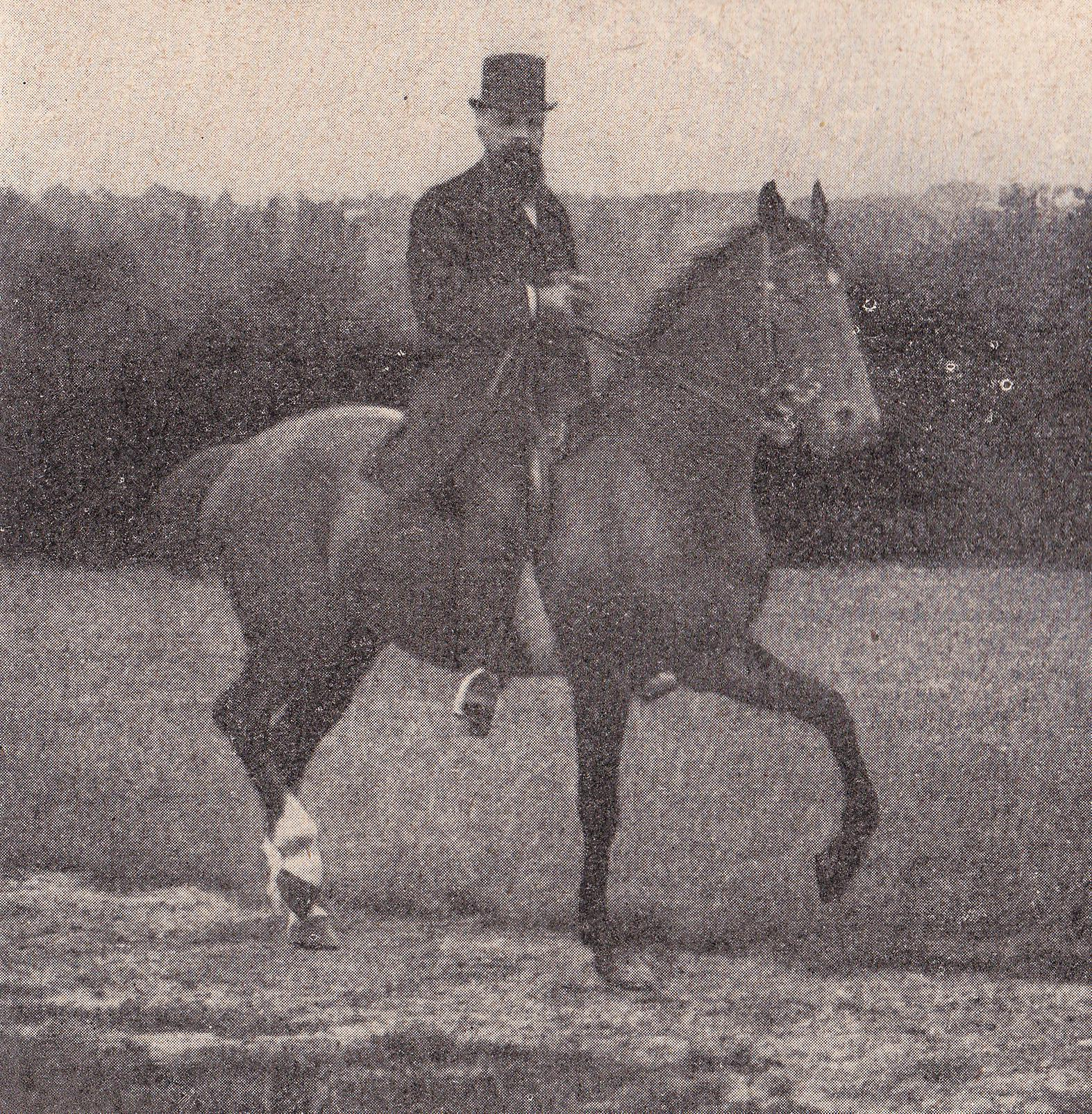
Gustave Le Bon montado em um cavalo.

Em suas viagens, Le Bon viajou em grande parte a cavalo e notou que as técnicas usadas pelos criadores de cavalos e treinadores variavam dependendo da região. Ele retornou a Paris em 1892 e enquanto montava um cavalo rebelde, foi derrubado da sela e por pouco escapou da morte. Ele estava curioso sobre o que o levou a ser jogado fora do cavalo, e decidiu começar um estudo sobre o que ele tinha feito de errado no papel de cavalheiro. O resultado de seu estudo foi L'Équitation actuelle et ses principes. Recherches expérimentales (1892), que consistia em numerosas fotografias de cavalos em ação combinadas com a análise de Le Bon. Este trabalho tornou-se um respeitado manual de cavalaria, e Le Bon extrapolou seus estudos sobre o comportamento de cavalos para desenvolver teorias sobre a educação infantil.
O estudo comportamental de cavalos de Le Bon também lhe despertou um interesse pela psicologia. Em 1894, lançou Lois psychologiques de l'évolution des peuples. Esta obra foi dedicada ao seu amigo Charles Richet, embora extraísse muito das teorias de Théodule-Armand Ribot, a quem Le Bon dedicou  a obra Psychologie des Foules (1895) [29]. Psychologie des Foules foi, em parte, um resumo da obra de Le Bon de 1881, L'Homme et les sociétés – citado por Émile Durkheim em sua dissertação de doutorado De la division du travail social.
Ambos foram best-sellers. Psychologie des Foules foi traduzido em dezenove línguas depois de um ano de seu aparecimento. Le Bon lançou mais dois livros sobre psicologia, Psychologie du Socialisme e Psychologie de l'Éducation, em 1896 e 1902, respectivamente. Essas obras irritaram o establishment acadêmico que era predominantemente socialista na França.

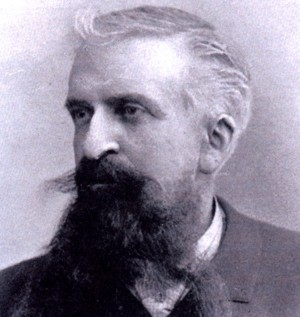
Gustave Le Bon, por volta de 1900.

Le Bon construiu um laboratório caseiro no início da década de 1890 e, em 1896, relatou observar a "luz negra", um novo tipo de radiação que ele acreditava ser distinta, mas possivelmente relacionada a raios X e raios catódicos. Não se tratava do mesmo tipo de radiação que hoje é conhecida como luz negra e sua existência nunca foi confirmada e, mas a afirmação da descoberta atraiu muita atenção entre os cientistas franceses, muitos dos quais apoiaram e ideias gerais de Le Bon sobre matéria e radiação. Le Bon foi mesmo nomeado para o Prêmio Nobel de Física em 1903.
Em 1902, Le Bon iniciou uma série de almoços semanais para os quais convidou proeminentes intelectuais e nobres da época. A força de suas redes pessoais torna-se evidente na lista de convidados: os participantes incluíam os primos Henri e Raymond Poincaré, Paul Valéry, Alexandre Izvolsky, Henri Bergson, Marcellin Berthelot e Aristide Briand.

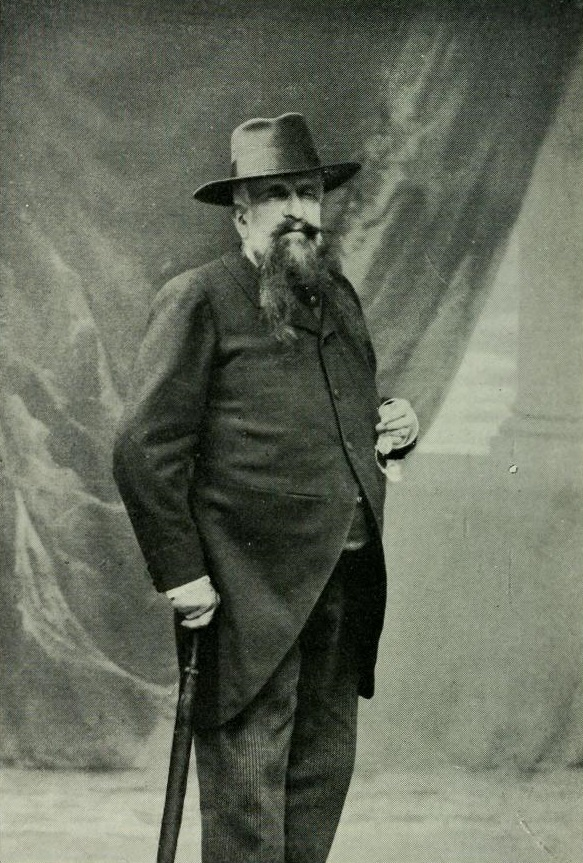
Doutor Gustave Le Bon, 1914.

Em L'Évolution de la Matière (1905), Le Bon antecipou a equivalência massa-energia e, numa carta de 1922 a Albert Einstein, queixou-se de sua falta de reconhecimento. Einstein respondeu e admitiu que uma equivalência massa-energia havia sido proposta antes da dele, mas apenas a teoria da relatividade provou isso de maneira convincente. Gaston Moch deu crédito a Le Bon por antecipar a teoria da relatividade de Einstein. In L'Évolution des Forces (1907). Em L'Évolution des Forces (1907), Le Bon profetizou a Era Atômica. Ele escreveu sobre "a manifestação de uma nova força — ou seja, energia intra-atômica — que supera todas as outras por sua magnitude colossal", e afirmou que um cientista que descobrisse uma maneira de dissociar rapidamente um grama de qualquer metal "não testemunharia os resultados". de suas experiências … a explosão produzida seria tão formidável que seu laboratório e todas as casas vizinhas, com seus habitantes, seriam instantaneamente pulverizadas."
Le Bon interrompeu sua pesquisa em física em 1908 e voltou à psicologia. Publicou La Psychologie' politique et la défense sociale, Les Opinions et les croyances, La Révolution Française et la Psychologie des Révolutions, Aphorismes du temps présent, e La Vie des vérités de 1910 a 1914, obras que expuseram suas visões sobre o pensamento afetivo e racional, a psicologia da raça e a história da civilização.

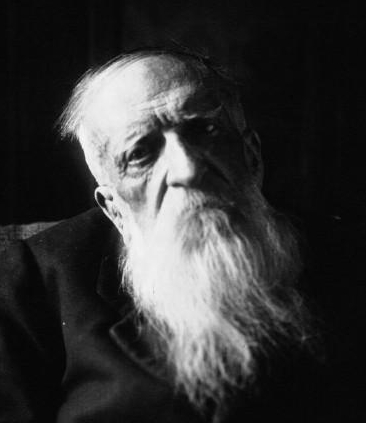
Le Bon em 1929, aos 88 anos de idade.

### Vida madura e morte
Le Bon continuou escrevendo durante toda a Primeira Guerra Mundial, publicando Ensaios Psicológicos da Guerra Europeia (1915), Première conséquences de la guerre: transformação mentale des peuples (1916) e Hier et demain. Pensées brèves (1918) durante a guerra.
Ele então lançou Psychologie des Temps Nouveaux (1920) antes de renunciar ao cargo de professor de psicologia e ciências afins na Universidade de Paris e se aposentar em sua casa.
Ele lançou ainda Le Déséquilibre du Monde, Les Incertitudes de l'heure présente e L'évolution actuelle du monde, ilusions e réalités em 1923, 1924 e 1927, respectivamente, detalhando suas visões do mundo durante o volátil período entre guerras.
Ele tornou-se um Grand-Croix da Legião de Honra em 1929. Ele publicou seu último trabalho, intitulado Bases scientifiques d'une philosophie de l'histoire, em 1931 e em 13 de dezembro, morreu em Marnes-la-Coquette, Ilha de França, aos noventa anos de idade.
Ao pôr fim à longa, diversificada e frutífera atividade de Gustave Le Bon, a morte privou a nossa cultura de um homem verdadeiramente notável. Ele era um homem de inteligência excepcional; brotou inteiramente de dentro de si; ele era seu próprio mestre, seu próprio iniciador ... A ciência e a filosofia sofreram uma perda cruel.

## Teoria das multidões

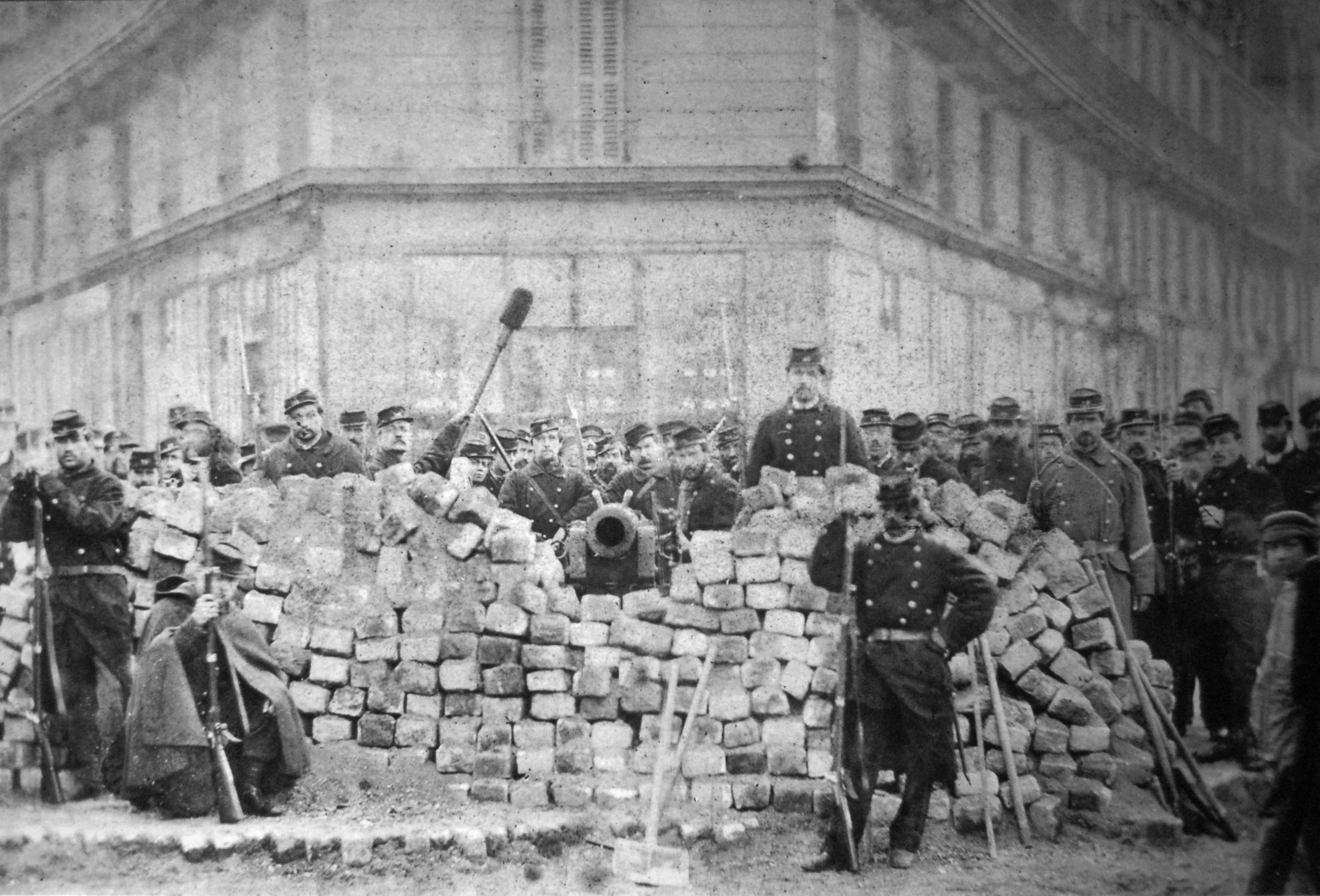
A multidão da Comuna de Paris, presenciada por Le Bon.

Le Bon teorizou que a nova entidade, a "multidão psicológica", emerge da incorporação da população reunida, não apenas formando um novo corpo, mas também criando uma "inconsciência" coletiva. Quando um grupo de pessoas se reúne e se aglutina para formar uma multidão, há uma "influência magnética dada pela multidão" que transmuta o comportamento de cada indivíduo até que ele seja governado pela "mente grupal". Esse modelo trata a multidão como uma unidade em sua composição que rouba de cada membro individual suas opiniões, valores e crenças; como Le Bon declara: "Um indivíduo em uma multidão é um grão de areia em meio a outros grãos de areia, que o vento agita à vontade".
Le Bon detalhou três processos-chave que criam a multidão psicológica: I) Anonimato, II) Contágio e III) Sugestibilidade. O anonimato proporciona aos indivíduos racionais um sentimento de invencibilidade e perda de responsabilidade pessoal. Um indivíduo se torna primitivo, irracional e emocional. Essa falta de autocontrole permite que os indivíduos "cedam aos instintos" e aceitem os impulsos instintivos de sua influência racial. Para Le Bon, a multidão inverte a lei da evolução de Darwin e se torna atávica, provando a teoria embriológica de Ernst Haeckel: "a ontogenia recapitula a filogenia". O contágio refere-se à disseminação na multidão de comportamentos particulares e os indivíduos sacrificam seu interesse pessoal pelo interesse coletivo. A sugestionabilidade é o mecanismo pelo qual o contágio é alcançado; à medida que a multidão se aglutina em uma mente singular, sugestões feitas por vozes fortes na multidão criam um espaço para o inconsciente racial chegar à frente e guiar seu comportamento. Nesse estágio, a multidão psicológica se torna homogênea e maleável a sugestões de seus membros mais fortes. "Os líderes dos quais falamos", diz Le Bon, "são geralmente homens de ação e não de palavras. Eles não são dotados de perspicaz capacidade de previsão … Eles são especialmente recrutados nas fileiras daquelas pessoas meio perturbadas, nervosas e mórbidas que estão beirando à loucura".

## Obras

### Sobre Antropologia, Sociologia e Psicologia
- "História das origens e desenvolvimento do homem e das sociedades" (1877); ("História das Origens e Desenvolvimento do Homem e da Sociedade")
- 'Viajar para as Montanhas Tatra' (1881); ("Viajar para as Montanhas Tatra")
- 'Homem e sociedades' (1881); ("Homem e sociedade")
- "A civilização dos árabes" (1884); "O mundo da civilização islâmica" (1974)
- Viagem ao Nepal  (1886); ("Viajar para o Nepal")
- As Civilizações da Índia  (1887); ("As Civilizações da Índia")
- As Primeiras Civilizações do Oriente (1889); ("As Primeiras Civilizações do Oriente")
- Os Monumentos da Índia  (1893); ("Os Monumentos da Índia")
- Psicologia das multidões  (1895);
- "Psicologia do socialismo" (1896);
- Psicologia da Educação  (1902); ("A Psicologia da Educação")
- Psicologia Política e Defesa Social  (1910); (A Psicologia da Política e Defesa Social)
- Opiniões e Crenças  (1911); ("Opiniões e Crenças")
- Revolução Francesa e a Psicologia das Revoluções  (1912);
- "Aforismos do tempo presente" (1913); ("Aforismos dos tempos atuais")
- A vida das verdades  (1914); ("Verdades da Vida")
- "Ensinamentos Psicológicos da Guerra Européia" (1915);
- Primeiras consequências da guerra: transformação mental dos povos (1916); ("Primeiras Consequências da Guerra: Transformação Mental dos Povos")
- Ontem e amanhã. Breves Pensamentos  (1918); ("Ontem e amanhã.")
- "Psicologia dos Novos Tempos" (1920);
- O desequilíbrio do mundo  (1923); O mundo desequilibrado (1924)
- Incertezas do tempo presente  (1924); ("As incertezas da hora presente")
- 'A evolução atual do mundo, ilusões e realidades' '(1927); ("A atual evolução do mundo, ilusões e realidades")
- "Bases científicas de uma filosofia da história" (1931); ("Base Científica para uma Filosofia da História")
- Psicologia das Multidões. Trad. Mariana Sérvulo. Posfácio Marcia Consolim. São Paulo, WMF Martins Fontes (2008)

### Sobre Ciências Naturais
- La Méthode graphique et les appareils enregistreurs (1878); ("The Graphical Method and recording devices")
- Recherches anatomiques et mathématiques sur les variations de volume du cerveau et sur leurs relations avec l'intelligence (1879); ("Anatomical and mathematical research on the changes in brain volume and its relationships with intelligence")
- La Fumée du tabac (1880); ("Tobacco smoke")
- Les Levers photographiques (1888); ("Photographic surveying")
- L'Équitation actuelle et ses principes. Recherches expérimentales (1892); ("Equitation: The Psychology of the Horse")
- L'Évolution de la Matière (1905); The Evolution of Matter (1907)
- La naissance et l'évanouissement de la matière (1907); ("The birth and disappearance of matter")
- L'Évolution des Forces (1907); The Evolution of Forces (1908)